# Warndtgymnasium
1. WEITERLEITUNG Warndt-Gymnasium